# Tapiranga maskowa
Tapiranga maskowa (Ramphocelus sanguinolentus) – gatunek małego ptaka śpiewającego z rodziny tanagrowatych (Thraupidae). Zamieszkuje południowy Meksyk oraz Amerykę Centralną. Nie jest zagrożony wyginięciem.

## Systematyka
Badania genetyczne sugerują, że jest najmniej spokrewnionym gatunkiem z innymi z rodziny Thraupidae. Taksonomicznie najbliższa mu jest tapiranga czarnobrzucha (Ramphocelus nigrogularis). Łacińska nazwa sanguinolentus oznacza zakrwawiony, co nawiązuje do czerwonych fragmentów upierzenia tych ptaków. Wyróżniono dwa podgatunki: 
- R. sanguinolentus sanguinolentus – południowo-wschodni Meksyk do Hondurasu.
- R. sanguinolentus apricus	– wschodni Honduras do północno-zachodniej Panamy.

## Charakterystyka
Dorosłe osobniki są czarne, z czerwoną obwódką obejmującą szyję, kark i pierś; przypomina wyglądem samca kostogryza szkarłatnego (Rhodothraupis celaeno), z rodziny kardynałów (Cardinalidae). Ponadto czerwony jest także ogon. Samice są zazwyczaj ciemniejsze, ale trudne do odróżnienia. Dziób jest bladoniebieski, a nogi niebiesko-szare. Młode tuż po urodzeniu są podobne, mają jedynie ciemnoczerwony kark, czarne elementy upierzenia są poprzetykane brązowymi piórami, a pierś jest czerwona z czarnymi kropkami. Młode ptaki mają także ciemniejsze dzioby. Po osiągnięciu dojrzałości osiągają około 20 cm długości.

## Występowanie
Gatunek ten występuje głównie na obrzeżach wiecznie zielonych lasów deszczowych i na terenach półotwartych do wysokości 1100 metrów n.p.m. Zamieszkuje głównie wyższe poziomy lasów.
Gatunek ten występuje na bardzo dużym terenie, obejmującym około 789 000 kilometrów kwadratowych terenów w południowym Meksyku i krajach Ameryki Centralnej – Panamie, Kostaryce, Nikaragui, Hondurasie, Gwatemali i Belize. Występuje od południa stanu Veracruz i północy stanu Oaxaca w Meksyku do wyżyn w zachodniej Panamie.

## Tryb życia
W ciągu roku tanagry te są obserwowane głównie w parach, ale mogą tworzyć małe grupy w trakcie okresu godowego. Gniazda budują z materiałów takich jak mech, kawałki dużych liści i małych gałęzi. Zakładają je w połowie wysokości drzew na skraju lasu. Samice składają zwykle dwa jasnoniebieskie jaja z ciemnymi plamkami.

## Status
W Czerwonej księdze gatunków zagrożonych IUCN tapiranga maskowa klasyfikowana jest jako gatunek najmniejszej troski (LC, Least Concern) nieprzerwanie od 1988 roku. Liczebność światowej populacji, według szacunków organizacji Partners in Flight z 2019 roku, mieści się w przedziale 500 000 – 4 999 999 dorosłych osobników; trend liczebności populacji oceniono jako umiarkowanie spadkowy.